# 王德瑛
王德瑛（1931年10月23日—2023年1月23日），山东牟平人。中华人民共和国政治人物。
1960年3月，任石油工业部基建办公室副主任、计划处副处长、处长兼基建司党支部副书记。1971年6月，任燃料化学工业部基建司处长、副司长。1974年1月，任国家建委综合局副局长、燃料动员力局长、综合局局长。1981年6月，任国家建委副主任、党组成员兼综合局长。1982年3月，任国家经委委员兼基本建设办公室主任。1985年，增选为中央纪律检查委员会委员、常委。1987年，当选为中央纪律检查委员会委员、常委、秘书长。1990年，增选为中纪委副书记。1992年10月，在中共第十四次全国代表大会和中央纪律检查委员会第一次全体会议上继续当选为中央纪律检查委员会委员、常委、副书记。1998年3月，任全国政协社会法制委员会副主任。